# Coppa San Geo
La Coppa San Geo és una competició ciclista italiana d'un sol dia i que es disputa anualment per les carreteres de la província de Brescia a la Llombardia.
Creada el 1925, va ser amateur fins al 2006. De 2007 a 2009, va formar part del calendari de l'UCI Europa Tour.

## Palmarès
| Any  | Vencedor             | Segon                   | Tercer                  |
| ---- | -------------------- | ----------------------- | ----------------------- |
| 1925 | Pietro Cevini        | Vittorio Bendoni        | Angelo Marchesi         |
| 1926 | Francesco Margaroli  | Libero Errante          | Aldo Bertolotti         |
| 1927 | Michele Mara         | Aleardo Menegazzi       | Mino Mainetti           |
| 1928 | Mario Bianchi        | Alessandro Catalani     | Piero Bauducco          |
| 1929 | Severino Canavesi    | Learco Guerra           | Enrico Bovet            |
| 1930 | Andrea Minasso       | Pierino Ferioli         | Aimone Altissimo        |
| 1931 | Alfredo Bovet        | Severino Canavesi       | Carlo Romanatti         |
| 1932 | Emmanuele Migliorini | Pietro Rimoldi          | Giovanni Cazzulani      |
| 1933 | Giovanni Rossi       | Camillo Erba            | Francesco Magugliani    |
| 1934 | Aldo Canazza         | Enrico Mara             | Alfredo Dinale          |
| 1935 | Isidoro Piubellini   | Osvaldo Bailo           | Antonio Andretta        |
| 1936 | Attilio Morbiatto    | Ivo Mancini             | Giovanni Piotto         |
| 1937 | Pierino Favalli      | Quirico Bernacchi       | Giovanni Rogora         |
| 1938 | Alfredo Buriani      | Achille Bucco           | Celso Marini            |
| 1939 | Oreste Conte         | Spirito Godio           | Giuseppe Galimberti     |
| 1940 | Oreste Sartori       | Carlo Ronca             | Edgardo Scappini        |
| 1941 | Oreste Conte         | Andrea Giacometti       | Claudio Goretti         |
| 1942 | Elio Bertocchi       | Giovanni Capuzzi        | Nino Ronco              |
| 1943 | Umberto Nava         | Nino Ronco              | Giovanni Pinarello      |
| 1944 | Luigi Mutti          | Diego Marabelli         | Luigi Valotti           |
| 1945 | Michele Motta        | Aldo Baito              | Alessandro Gamba        |
| 1946 | Luigi Casola         | Carlo Moscardini        | Italo De Zan            |
| 1947 | Giuseppe Molinari    | Silvio Pedroni          | Fiorenzo Crippa         |
| 1948 | Dino Lambertini      | Renzo Cerati            | Romano Corradini        |
| 1949 | Guido Bernardi       | Francesco Ferrari       | Vincenzo Papetti        |
| 1950 | Gino Filippini       | Enrico Gandolfi         | Rinaldo Breschi         |
| 1951 | Addo Kazianka        | Francesco Lucchesi      | Giorgio Pavesi          |
| 1952 | Giosafatte Lamera    | Franco Manenti          | Eolo Pesci              |
| 1953 | Vasco Modena         | Adriano Zamboni         | Ilario Giacobbi         |
| 1954 | Giovanni Ranieri     | Otello Gola             | Giuseppe Cappagli       |
| 1955 | Rino Bagnara         | Giuseppe Calvi          | Isidoro Martinelli      |
| 1956 | Alfredo Zagano       | Gino Bagnoli            | Bartolo Bolsi           |
| 1957 | Vittorio Poiano      | Pietro Musone           | Giosafatte Lamera       |
| 1958 | Claudio Luzzini      | Enzo Paolini            | Giacomo Grioni          |
| 1959 | Pietro Musone        | Antonio Bailetti        | Giovanni Bettinelli     |
| 1960 | Franco Cribiori      | Attilio Porteri         | Marino Vigna            |
| 1961 | Vittorio Adorni      | Dialma Lovo             | Ennio Zerbinati         |
| 1962 | Gianni Bisesti       | Severino Andreoli       | Sergio Alzani           |
| 1963 | Primo Nardello       | Enzo Paolini            | Eligio Albizzati        |
| 1964 | Bruno Bodei          | Giancarlo Visigalli     | Adriano Amici           |
| 1965 | Giancarlo Visigalli  | Renato Bottazzini       | Carlo Bozzi             |
| 1966 | Bruno Vittiglio      | Carlo Galazzi           | Mino Denti              |
| 1967 | Luigi Borghetti      | Antonio Carniel         | Carlo Galazzi           |
| 1968 | Franco Cortinovis    | Ernesto Donghi          | Gianni Fusar Imperatore |
| 1969 | Erasmo Cogliati      | Enzo Trevisian          | Guido Lussignoli        |
| 1970 | Agostino Bertagnoli  | Vittorio Scremin        | Marino Fusar Poli       |
| 1971 | Ezio Cardi           | Guido Lussignoli        | Aldo Parecchini         |
| 1972 | Alfio Monfredini     | Giuliano Fontana        | Franco Orante           |
| 1973 | Alfiero Di Lorenzo   | Livio Mazzola           | Adriano Bonardi         |
| 1974 | Edoardo Tosetto      | Gennaro Alfano          | Flavio Pezzotta         |
| 1975 | Orfeo Pizzoferrato   | Luigi Fossati           | Dino Porrini            |
| 1976 | Giorgio Casati       | Walter Prandi           | Fabrizio Vitali         |
| 1977 | Damiano Marcoli      | Mario Gozzolini         | Fulvio Maganza          |
| 1978 | Fiorenzo Scalfi      | Fulvio Gandini          | Antonio Saronni         |
| 1979 | Daniele Caroli       | Giorgio Zanotti         | Maurizio Mandelli       |
| 1980 | Silvestro Milani     | Moreno Argentin         | Flavio Zappi            |
| 1981 | Maurizio Orlandi     | Giovanni Spiranelli     | Alberto Zanaboni        |
| 1982 | Davide Retroni       | Claudio Calloni         | Mirko Negro             |
| 1983 | Vicenzo Colpani      | Eros Poli               | Luigi Giovenzana        |
| 1984 | Roberto Pagnin       | Hans Daams              | Luigi Giovenzana        |
| 1985 | Luigi Giovenzana     | Claudio Bestetti        | Giuseppe Brignoli       |
| 1986 | Dario Rando          | Marco Botta             | Giovanni Fidanza        |
| 1987 | Ettore Badolato      | Johnny Carera           | Alberto Destro          |
| 1988 | Giovanni Fidanza     | Johnny Carrera          | Angelo Denti            |
| 1989 | Alberto Destro       | Rodolfo Galli           | Giuseppe Citterio       |
| 1990 | Gianvito Martinelli  | Giambattista Bardelloni | Massimo Strazzer        |
| 1991 | Rosario Fina         | Walter Castignola       | Fabrizio Tarchini       |
| 1992 | Fabian Hannich       | OPPICI Fausto Oppici    | Alberto Destro          |
| 1993 | Simone Rebellin      | Alberto Destro          | Simone Tomi             |
| 1994 | Paolo Cadenotti      | Luca Prada              | Federico Tozzo          |
| 1995 | Alberto Destro       | Sergio Previtali        | Flavio Zandarin         |
| 1996 | Mirco Marini         | Roberto Savoldi         | Alessio Bongioni        |
| 1997 | Matteo Frutti        | Alessandro Dancelli     | Paolo Bossoni           |
| 1998 | Alessandro Rota      | Nicola Chesini          | Domenico Gualdi         |
| 1999 | Roberto Savoldi      | Marco Zanotti           | Nicola Chesini          |
| 2000 | Cristian Bianchini   | Cristiano Parrinello    | Simone Cadamuro         |
| 2001 | Alberto Loddo        | Antonio Palumbo         | Stijn Vanstraelen       |
| 2002 | Giacomo Montanari    | Antonio Bucciero        | Marco Menin             |
| 2003 | Angelo Ciccone       | Roberto Berein          | Stefano Marengo         |
| 2004 | Michele Maccanti     | Elia Rigotto            | Paride Grillo           |
| 2005 | Roberto Traficante   | Maurizio Girardini      | Matteo Priamo           |
| 2006 | Roberto Ferrari      | Antonio Bucciero        | Salvatore Mancuso       |
| 2007 | Hrvoje Miholjević    | Ermanno Capelli         | Davide Ricci Bitti      |
| 2008 | Michele Merlo        | Andrea Grendene         | Sacha Modolo            |
| 2009 | Davide Cimolai       | Maciej Paterski         | Salvatore Mancuso       |
| 2010 | Marco Zanotti        | Stefano Locatelli       | Nicola Ruffoni          |
| 2011 | Renzo Zanelli        | Marco Zanotti           | Sonny Colbrelli         |
| 2012 | Daniele Cavasin      | Nicola Boem             | Michele Foppoli         |
| 2013 | Matteo Collodel      | Nicola Gaffurini        | Ricardo Pichetta        |
| 2014 | Alberto Tocchella    | Marlen Zmorka           | Nicolas Marini          |
| 2015 | Davide Ballerini     | Lorenzo Rota            | Davide Martinelli       |
| 2016 | Michele Gazzara      | Fausto Masnada          | Oliviero Troia          |
| 2017 | Leonardo Bonifazio   | Damiano Cima            | Andrea Toniatti         |
| 2018 | Filippo Tagliani     | Giovanni Lonardi        | Matteo Furlan           |
| 2019 | Emanuele Pizzo       | Filippo Rocchetti       | Samuele Zambelli        |
| 2020 | Enrico Zanoncello    | Filippo Bertone         | Francesco Di Felice     |
| 2021 | Davide Persico       | Samuele Zambelli        | Tommaso Fiaschi         |